# Kombinaciya
 (août 2020).
Kombinaciya (en russe:  Комбинация) est un groupe pop féminin russe. Le nom signifie "combinaison", mais le mot russe est un double sens qui fait également référence à une combinaison à froufrous de femme, et lors de la performance du groupe à Moscou en 1988, elles ont été contraintes de se produire sous un nom différent car "Kombinaciya" était considéré comme un titre de groupe trop suggestif.

## Histoire
En 1990, le groupe a interprété deux chansons dans le film soviétique Mordashka (ru).
La popularité du groupe a atteint son apogée entre 1989 et 1993, avec des succès majeurs tels que Russian Girls, American Boy, Accountant (Бухгалтер) et Two Slices of Sausage (Два кусочека колбаски).
Un autre revers important pour le groupe a eu lieu le 5 mars 1993, lorsque le manager/producteur Alexander Shishinin a été assassiné, un crime toujours non résolu qui était soupçonné d'être lié à l'influence de la Mafia russe dans l'industrie musicale. Sans les conseils de Shishinin, le nouveau matériel ultérieur du groupe a connu un succès limité, mais Kombinaciya a continué à tourner de manière intermittente en utilisant la popularité durable de ses premiers grands succès. En 2008, Alena Apina et Tatiana Ivanova se sont retrouvées pour plusieurs concerts de retrouvailles du 20e anniversaire de Kombinaciya.
En 2007, Tatiana Ivanova a poursuivi avec succès le distributeur de musique Boomba Music pour violation du droit d'auteur, après que la société a réédité des albums de Kombinaciya sans payer de redevances.

## American Boy
American Boy a été l'une des principales chansons à succès de Kombinaciya, sortie en 1990 alors que l'Union soviétique se dissolvait et que la plupart des Russes connaissaient des conditions de vie en détérioration. La chanson, parlant d'une jeune fille russe malheureuse souhaitant qu'un American Boy l'emmène avec lui et laisse la Russie derrière elle, a capturé le sentiment public à cette période cruciale de l'histoire russe. La chanson a été mentionnée dans des journaux américains grand public. Plus tard, des livres universitaires et des articles de revues ont discuté des aspects culturels du point de vue de la chanson. Les couplets de la chanson sont en russe, mais le titre et des parties du refrain sont en anglais. Une version de 2008 par le groupe ukrainien d'electropop Stream comportait des couplets en anglais. La chanson a attiré l'attention du public en 2011 lorsque le Premier ministre russe Dmitry Medvedev a été enregistré en train de danser dessus lors d'une réunion universitaire.